# Ectropis fulgurigera
Ectropis fulgurigera là một loài bướm đêm trong họ Geometridae.